# Refinancování hypotéky
Refinancování hypotéky znamená splacení stávajícího hypotečního úvěru novým hypotečním úvěrem s odlišnými, zpravidla výhodnějšími podmínkami a nižší úrokovou sazbou. Refinancování hypotéky nejčastěji nabízejí banky, je možné se ale setkat i s nabídkou nebankovního refinancování. 

## Definice refinancování hypotéky
Refinancování hypotéky znamená splacení stávající hypotéky novou hypotékou poskytnutou majiteli hypotéky – dlužníkovi jinou bankou. Dlužník žádá o refinancování hypotéky většinou těsně před skončením doby fixace úrokové sazby a zpravidla v situaci, kdy je nabídka nových podmínek od nové banky výhodnější než nabídka od banky, která poskytovala hypoteční úvěr doposud po dobu fixace.
Hypotéku je možné refinancovat i několik let před vypršením fixace. Lidé této možnosti využívají například před očekávaným růstem úrokových sazeb. Standardem je dnes refinancování na dva roky dopředu, které aktuálně umožňuje přibližně polovina českých bank. Komerční banka jako jediná na trhu dokáže refinancovat hypotéku až 3 roky před koncem fixace. 

## Proč refinancovat
S koncem období fixace banka nabízí dlužníkovi nové podmínky vč. úrokové sazby pro další období (období fixace může být na 1, 3, 5 nebo více let). V tento okamžik má dlužník možnost bez pokuty ze strany banky hypotéku refinancovat – tj. nechat si splatit současnou hypotéku novou hypotékou od jiné banky, která nabídne lepší podmínky a zejména výhodnější úrokovou sazbu.
Dlužník tedy díky refinancování získá nový hypoteční úvěr s výhodnějšími podmínkami, kde si dle nabídky nové banky může například prodloužit dobu splácení, odložit některé měsíční splátky, mimořádně splatit část úvěru i v období fixace úrokové sazby, apod. Hlavním důvodem refinancování je výhodnější nabídka úrokové sazby, díky které může dlužník ušetřit na měsíčních splátkách.

##### Příklad: Výše úspory při refinancování hypotéky
Pan Novák má hypotéku ve výši tři miliony korun na 25 let. Stávající banka nabízí pro další období fixace úrokovou sazbu ve výši 2,7 procenta. Při refinancování hypotéky u nové banky si vyjednal úrokovou sazbu ve výši 2,2 procenta. Při využití nabídky nové banky ušetří pan Novák každý rok na splátkách více než 9 tisíc korun.

## Refinancování bez pokut a sankcí
Hypotéky, které byly sjednány po 1. prosinci roku 2016 nebo u nich došlo po tomto datu k obnově fixní úrokové sazby, mohou být ze zákona zcela nebo zčásti splaceny bez jakýchkoliv sankcí. Banky mohou požadovat pouze úhradu takzvaně účelně vynaložených nákladů přímo souvisejících s předčasným splacením hypotéky. 
Podle výkladu České národní banky jde především o následující administrativní náklady:
- Náklady na zaměstnance, který vyřizuje předčasné splacení hypotéky
- Náklady na tisk, kopírování dokumentů a spotřebované kancelářské potřeby
- Poštovné a poplatky za telefon
- Poplatky hrazené katastru nemovitostí
- Poplatky za případné notářské úkony

Banky nemohou vyžadovat například náhradu za ušlý zisk (pozn. banka má nižší úrokové výnosy) a provize vyplacené zprostředkovatelům za sjednání hypotéky. 

## Výhody refinancování
- Dosažení výhodnější úrokové sazby a tím i nižší měsíční splátky
- Možnost změny doby splácení hypotéky (zkrácení i prodloužení)
- Možnost změny doby fixace hypotéky
- Jednodušší administrativa
- Možnost vyjednání výhodnějších podmínek (např. odpuštění některých poplatků)

## Jak refinancovat
Řešit refinancování hypotéky je vhodné již 4 měsíce před koncem probíhajícího období fixace. V tuto dobu je vhodné se již začít připravovat, k refinancování hypotéky je standardně potřeba:
- Původní smlouva o hypotečním úvěru
- Dva doklady totožnosti (například OP a cestovní pas nebo řidičský průkaz)
- Příslušná zástavní smlouva
- Nabývací titul k nemovitosti, která slouží jako zástava
- Snímek katastrální mapy a výpis z katastru nemovitostí
- Potvrzení o příjmu nebo několik výpisů z úvěrového účtu (dle požadavků banky)
- Číslo účtu, kam by nová banka měla zaslat finanční prostředky
- Datum předčasného splacení původního hypotečního úvěru
- Souhlas původní banky s dočasným přistoupením nové banky na druhé místo v zástavě
- Příslib o vymazání zástavního práva k nemovitosti a zrušení vinkulace pojistného plnění po uhrazení pohledávky a vyčíslení zůstatku úvěru
- Původní nebo nový odhad nemovitosti a fotografie současného stavu nemovitosti (interiér a exteriér)

Přibližně 3 měsíce před koncem období fixace je ideální začít oslovovat ostatní banky s poptávkou refinancování hypotéky. K rychlému porovnání aktuálních parametrů nabídek hypoték jednotlivých bank lze využít také online srovnávače hypoték. Nabídku úrokové sazby mohou některé banky garantovat i půl roku dopředu, ve většině případů jejich nabídka úroku pro refinancování hypotéky platí 1 měsíc.
Získání lepších podmínek hypotéky ale nemusí vždy znamenat nutnost refinancování. Při blížícím se konci období fixace se vyplatí nejdříve oslovit stávající banku a pokusit se vyjednat lepší podmínky pro nové období fixace s ní. Pro vyjednávání je vhodné oslovit novou banku, požádat o nabídku refinancování a tyto podmínky představit současné bance. Pokud současná banka povolí a nabídne srovnatelné podmínky, dlužníkovi odpadne práce s refinancováním hypotéky novou bankou.
Pokud se dlužník rozhodne refinancovat, nejpozději 1 měsíc před koncem fixace by měl oslovit stávající banku a ohlásit záměr refinancování a mimořádné splacení hypotéky, kterým se uhradí zůstatek stávající hypotéky. Pro banku je třeba vyplnit žádost a dodat všechny potřebné dokumenty. Dále je třeba podat zástavní smlouvu do katastru nemovitostí a potvrdit vinkulaci pojištění nemovitosti od pojišťovny.
Pokud se dlužník nakonec rozhodne zůstat u stávající banky, ideálně 1 měsíc před koncem fixace oznámí, že nebude refinancovat hypotéku a že akceptuje navržené podmínky pro další období fixace. Nové bance, která vystavovala nabídku refinancování hypotéky, dlužník oznámí, že nemá zájem o refinancování (ideálně písemně).

## Další podmínky refinancování
Další podmínky, které si kladou banky při refinancování hypotéky, jsou:
- maximální výše hypotéky po refinancování je 90 % zástavní hodnoty nemovitosti[1]
- splatnost je maximálně 30 let a zároveň k datu čerpání nového úvěru dlužník 12 měsíců bezchybně splácel původní úvěr
- objektem úvěru je rodinný dům, byt, stavební pozemek nebo rekreační objekt, tj. účelová hypotéka
- v období mezi refinancovaným úvěrem a schválením nového úvěru dlužník nemá žádný jiný úvěr nad 500 000 Kč
- splátka nového úvěru je stejná nebo nižší než původní splátka + 500 Kč (zjednodušené posouzení schopnosti splácet)

## Časté mýty o refinancování hypoték
- S refinancováním musí banka souhlasit: Od stávající banky není potřeba žádný souhlas s refinancováním. Před koncem doby fixace (ideálně 30 dnů) stačí bance oznámit, že chcete hypotéku refinancovat.
- Při změně banky je potřeba doplatit úroky stávající bance: V prvních letech trvání hypotéky připadá větší část měsíční splátky na úhradu úroků. Velmi často si lidé myslí, že přenesením hypotéky k jiné bance budou znovu od začátku platit vyšší úroky. Není to však pravda. V úrokovém kalendáři pokračuje nová banka tam, kde původní skončila. Pokud získáte nižší úrok, najíždí nová banka na nižší úrokový splátkový kalendář.
- Refinancování hypotéky je složité a časově náročné: Při využití online srovnávačů hypoték je možné získat nabídky hypoték jednotlivých bank v řádu několika minut. Také samotné refinancování hypotéky je možné v současné době řešit online.

## Banky a refinancování
Refinancování se stalo v roce 2013 největším hitem na hypotečním trhu. Statistiky za rok 2013 hovoří o nejúspěšnějším roce, celkový objem poskytnutých hypotečních úvěrů byl necelých 158 miliard korun a z toho přibližně 1/3 tvořila refinancované hypotéky. Důvodem, proč bylo refinancování tak populární, byly historicky nejnižší úrokové sazby bank, které se odvíjí od repo sazby ČNB. V roce 2019 dosahoval podle údajů ČNB objem refinancovaných hypotečních úvěrů hodnoty 29 miliard korun. Oproti roku 2018 se objem refinancovaných hypoték snížil o 6 miliard korun.
Velkou roli také hraje konkurenční boj mezi jednotlivými bankami, kdy nové banky jsou schopny nabídnout zajímavé podmínky, aby k sobě přetáhly nové klienty. Majitelé hypoték – dlužníci jsou pro banky zajímaví také proto, že jsou již zvyklí platit úvěr a jestliže mají výbornou platební historii, může banka předpokládat, že ji budou mít i nadále.